# Dům čp. 102 (Kněževes)
Dům čp. 102 v Kněževsi na Rakovnicku je bývalý zájezdní hostinec. Stojí na jižní straně Václavského náměstí, východně od kostela svatého Jakuba Většího. Dům má barokní jádro a společně s ohrazením a hospodářskou budovou na severní straně dvora je chráněn jako kulturní památka (novodobá budova v západní části jižního křídla pod ochranu nespadá). Budova i nadále slouží jako hospoda.

## Historie
Dějiny hostince čp. 102 úzce souvisí s bývalou rychtou v areálu usedlosti čp. 24. V roce 1605 rychtu vlastnil Jan Havlovic, ale nedokázal splácet roční splátky ve výši deseti kop grošů, a proto prodal krčmu s masným krámem Martinu Sýsovi za 365 kop míšeňských grošů. V následujících staletích se majitelé obou nemovitostí často střídali. Docházelo k prodejům, dědictví, přikupování půdy nebo jiným odkazům, které spolu s častou neschopností splácet dojednané splátky vedly ke složité až neřešitelné majetkové situaci rychtářů a hostinských.
Nejspíše během třicetileté války hospoda vyhořela. Podle Soupisu poddaných podle víry z roku 1651 rychtu s krčmou tehdy vlastnil Jan Franěk, po němž ji měl roku 1652 převzít stejnojmenný syn. Cena krčmy tehdy byla odhadnuta na 755 kop míšeňských grošů, z čehož plyne, že otec před svou smrtí hospodu obnovil. Po smrti Jana Fraňka mladšího v roce 1668 byla krčma ohodnocena na 755 kop grošů, a měla tedy vyšší cenu než rychta (710 kop grošů).
Na začátku devatenáctého století rychtu koupil za 18 650 zlatých František Stieber, který o deset let později oddělil hospodu a prodal ji za 9 900 zlatých Josefu Kotíkovi z Mutějovic. Podle stabilního katastru se hostinec skládal z obytné a dvou hospodářských budov. Při revizi katastru z roku 1858 bylo v patrovém hostinci uvedeno sedm obytných místností a komora. Ve druhé polovině devatenáctého století byl hostinec pojmenován jako Hotel U Strosů Antonína Kučery a byl rozšířen o druhou budovu určenou k ubytování hostů a ve dvoře byla postavena sušárna chmele.
Posledním soukromým vlastníkem hostince byl Fürstenberský pivovar, kterému byl hostinec roku 1945 zkonfiskován. Od roku 1950 budovu spravoval stát zastoupený místním národním výborem. Budova potom byla několikrát nevhodně stavebně upravena, ale většinou chátrala. Od roku 1986 je chráněna jako kulturní památka. Po roce 1989 dům získala obec, která se od roku 2000 snaží o jeho obnovení a oživení.

## Stavební podoba

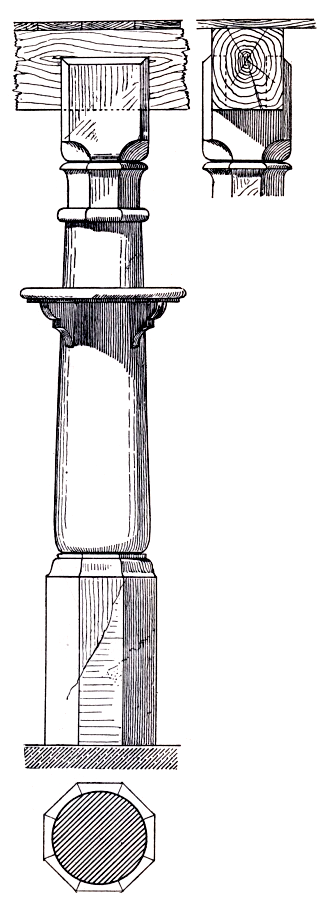
Nákres sloupu v hostinském sále od Antonína Cechnera

Hostinec stojí na jižní straně Václavského náměstí, východně od kostela svatého Jakuba Většího. Je součástí dvora, jehož hospodářské budovy a pozemky jsou součástí památkově chráněného areálu. Budova hostince výrazně vystupuje z obvodu dvora směrem k východu. Na západní straně k ní přiléhá přístavek bývalého řeznictví z roku 1928. Přístavek je protažen směrem k severu novodobou přístavbou toalet a letního výčepu. Podél hranice pozemku na přístavek navazuje branka pro pěší, jejíž podobu stavitel V. Zábranský spojil s obchodem v jeden celek ve stylu kotěrovské moderny. Jižní fronta dále pokračuje budovou bývalého hotelu. Naproti ní se ve dvoře nachází patrová sušárna chmele a torzo chléva a stodoly. Bývalá hlavní brána (nyní zaslepená) se nachází mezi sušárnou chmele a hostincem na východní straně dvora. Západní zeď propojuje chlév s hotelem a prolamuje ji další brána směrem ke kostelu.
Samotný hostinec má obdélný půdorys a vysokou sedlovou střechu. Dovnitř se vchází mladším vstupem z dvacátého století od jihu nebo starším vstupem ze dvora přes západní přístavek. Fásády jsou upraveny na jižní a východní straně hladkými omítkami, severní strana je pokryta neupravenou omítkou a završena korunní římsou. Západní stranu ovlivnil přístavek obchodu. Štít je pokryt eternitem, pod kterým se dochovalo svislé deštění.
Dominantním prostorem přízemí je hostinský sál s původním půdorysem o rozměrech 9,5 × 9,9 metru. Dochovala se v něm původní stropní konstrukce z přelomu sedmnáctého a osmnáctého století, podepřená bohatě profilovaným sloupem. Na severu k němu přiléhá mladší jeviště, pod nímž se nachází částečně zapuštěný sklep. Na západní straně na sál navazuje trojice prostor: střední chodba, na jih od ní kuchyně a na severu komora se schodištěm, pod nimiž je další polozapuštěný klenutý sklep.
V patře se nachází přibližně deset pokojů, z nichž většina je průchozích. Tento stav je výsledkem mladších úprav. Původní dispoziční schéma tvořila ústřední síň, ze které se vstupovalo do ostatních prostor a z níž se jednotlivé pokoje, s výjimkou západního dílu, vytápěly.